# День чествования участников ликвидации последствий аварии на Чернобыльской АЭС
День чествования участников ликвидации последствий аварии на Чернобыльской АЭС — памятная дата Украины. Второе название праздника — «День ликвидатора». Отмечается ежегодно, 14 декабря. Не является нерабочим днём.

## История и празднование
26 апреля 1986 года в Советском Союзе на Чернобыльской атомной электростанции расположенной на территории Украинской ССР произошла самая крупная в истории человечества техногенная катастрофа — Чернобыльская авария. Благодаря самоотверженности ликвидаторов последствий катастрофы, многие из которых заплатили за это жизнями и здоровьем, авария была локализована. 30 ноября 1986 года было закончено строительство саркофага над разрушенным энергоблоком, а спустя две недели, 14 декабря, главная газета КПСС «Правда» и другие центральные издания СССР опубликовали Извещение ЦК КПСС и Совета министров о том, что государственной комиссией был принят в эксплуатацию комплекс защитных сооружений четвёртого энергоблока ЧАЭС. Именно дата публикации этого сообщения, по прочтении которого страна смогла вздохнуть спокойно, и стала «Днём чествования участников ликвидации последствий аварии на ЧАЭС».
Двадцать лет спустя, Президент Украины Виктор Ющенко 10 ноября 2006 года подписал Указ N 945/2006 об учреждении этой памятной даты на Украине. В указе в частности говорилось: «Установить на Украине День чествования участников ликвидации последствий аварии на Чернобыльской АЭС, который отмечать ежегодно 14 декабря, в день завершения строительства саркофага над разрушенным четвертым энергоблоком Чернобыльской АЭС».
Несмотря на заплаченную цену сами ликвидаторы-чернобыльцы нередко называют 14 декабря праздником. По самым скромным оценкам, в ликвидации катастрофы приняли участие не менее 90.000 человек.